# Muttersholtz
Muttersholtz (Müttersholz in tedesco e Mieterschulz nel dialetto locale) è un comune francese di 2 136 abitanti situato nel dipartimento del Basso Reno nella regione del Grand Est.

## Società

### Evoluzione demografica
Abitanti censiti